# The Driver (sèrie de televisió)
The Driver és una sèrie de televisió britànica de drama criminal, ambientada a Manchester, que es va emetre a la BBC One entre el 23 de setembre i el 7 d'octubre de 2014. Escrita per Danny Brocklehurst, la sèrie dramàtica de tres episodis és protagonitzada per David Morrissey i va ser dirigida per Jamie Payne. La sèrie va ser anunciada per BBC One el 10 de gener de 2014 després que fos encarregada pels caps de drama Charlotte Moore i Ben Stephenson. El rodatge va començar el gener de 2014. La sèrie va ser coproduïda per Highfield Pictures i Red Production Company.

## Argument
Vince, un taxista que viu amb la seva dona i la seva filla en un barri modest de Manchester. Incapaç d'arribar a finals de mes i veient com el seu matrimoni s'esgota, accepta, a través d'un amic d'infància que acaba de sortir de la presó, treballar de conductor d'un membre del crim organitzat conegut com "The Horse". Tanmateix, el que havia de ser una simple feina deconductor, es va complicant cada cop més, i acaba atrapat en una espiral de la qual ningú en sortirà il·lès.

## Repartiment
Principal
- David Morrissey com a Vince McKee
- Claudie Blakley com a Rosalind McKee
- Sacha Parkinson com a Katie McKee
- Ian Hart com a Craig Vine/Colin Vine
- Colm Meaney com a The Horse
- Darren Morfitt com a Mickey Watson
- Lee Ross com a Kev Mitchell
- Chris Coghill com a Lee "Woodsy" Wood
- Lewis Rainer com a Tim McKee
- Harish Patel com a Amjad Kapoor

Secundari
- Rick Bacon com a Issac Holmes
- Paul Hilton com a Blake Bill
- Leanne Best com a Sarah Hawthorne
- Shaun Dingwall com el detectiu James Ryder
- Andrew Knott com el detectiu Richard O'Connor
- Tom Gibbons com a Ryan Short
- Nathan McMullen com a Joseph Paslowski
- Saira Choudhry com a Tasha Morton
- Lee Toomes com a Mr. Reynolds
- Chloe Harris com a Jess Wallis
- Julian Walsh com a Martin Webb
- Karl Collins com a Greg Tyler
- Alan Rothwell com a Reg Watson
- Kaye Wragg com a Melinda Baker
- Ciara Baxendale com a Amanda Parkinson
- Judith Hershy com a Donna Jackson
- Dominic Coleman com a Matthew Benson
- Eve Steele com a Cathy Ellis

## Episodis
| Núm. d'història | Episodi | Títol       | Direcció    | Guió               | Data d'estrena   |  |
| --------------- | ------- | ----------- | ----------- | ------------------ | ---------------- |  |
| 1               | 1       | "Episode 1" | Jamie Payne | Danny Brocklehurst | 23 setembre 2014 |  |
|                 |         |             |             |                    |                  |  |
| 2               | 2       | "Episode 2" | Jamie Payne | Danny Brocklehurst | 30 setembre 2014 |  |
|                 |         |             |             |                    |                  |  |
| 3               | 3       | "Episode 3" | Jamie Payne | Danny Brocklehurst | 7 octubre 2014   |  |